# Ісмайлов Едуард Юрійович
Едуард Юрійович Ісмайлов (нар. 8 березня 1990, Макіївка, Донецька область, УРСР) — український футболіст, захисник. Має також російське громадянство.

## Клубна кар'єра
Футбольну кар'єру розпочав у молодіжній академії донецького «Шахтаря». У дорослому футболі розпочав виступи в іншій донецькій команді, в «Олімпіку». Дебютував у футболці донецького клубу 19 квітня 2008 року в переможному (3:1) домашньому поєдинку 23-о туру групи Б Другої ліги проти маріупольського «Іллічівця-2». Едуард вийшов на поле на 63-й хвилині, замінивши Артема Сікульського. У футболці «Олімпіка» в Другій лізі зіграв 23 матчі.
Влітку 2009 року перейшов до «Кременя». Дебютував за кременчуцьку команду 9 серпня 2009 року в нічийному (1:1) виїзному поєдинку 3-о туру групи Б Другої ліги проти ФК «Полтава». Ізмайлов вуийшов на поле на 90-й хвилині, замінивши Віталія Собка. Проте закріпитися в «Кремені» не зумів, зіграв 5 матчів за кременчужан у Другій лізі, після чого залишив розташування клубу.
У 2012 році виступав у чемпіонаті Донецької області за «Титан». Того ж року перейшов до дніпродзержинської «Сталі», але не зігравши жодного офіційного матчу за «сталеварів» залишив розташування команди. У 2012 році виїхав до Вірменії, де зіграв 2 матчі за столичний «Арарат». У 2013 році повернувся до України, де підписав контракт з ялтинською «Жемчужиною». Дебютував у футболці кримської команди 13 квітня 2013 року в програному (1:2) виїзному поєдинку 1-о туру групи 3 Другої ліги проти херсонського «Кристалу». Ізмайлов вийшов на поле в стартовому складі та відіграв увесь матч. У футболці «Жемчужини» навесні 2013 року зіграв 6 матчів у Другій лізі. Того ж року виступав за команду рідного міста, «Донсталь», у чемпіонаті Донецької області.
Напередодні початку сезону 2013/14 року знову виїхав до Вірменії, де підписав контракт зі столичним «Бананцом». Зігравши 1 матч у вірменському чемпіонаті, виїхав до окупованого Криму, де виступав за фейковий клуб «Жемчужина» (Ялта).

## Кар'єра в збірній
Дебютував за юнацьку збірну України (U-16) 21 серпня 2005 року в поєдинку проти юнацької збірної Білорусі U-17.

## Статистика виступів

### Клубна
Станом на 24 жовтня 2009
| Клуб      | Сезон   | Ліга  | Ліга | Кубок | Кубок | Загалом | Загалом |
| Клуб      | Сезон   | Матчі | Голи | Матчі | Голи  | Матчі   | Голи    |
| --------- | ------- | ----- | ---- | ----- | ----- | ------- | ------- |
| «Олімпік» | 2007-08 | 6     | 0    | 0     | 0     | 6       | 0       |
| «Олімпік» | 2008-09 | 17    | 0    | 0     | 0     | 17      | 0       |
| «Олімпік» | Загалом | 23    | 0    | 0     | 0     | 23      | 0       |
| «Кремінь» | 2009-10 | 5     | 0    | 0     | 0     | 5       | 0       |
| «Кремінь» | Загалом | 5     | 0    | 0     | 0     | 5       | 0       |
| Career    | Total   | 28    | 0    | 0     | 0     | 28      | 0       |

### У збірній
Станом на 25 вересня 2009
| Національна збірна | Сезон   | Матчі | Голи |
| ------------------ | ------- | ----- | ---- |
| Україна (U-16)     | 2005-06 | 15    | 1    |
| Загалом            | Загалом | 15    | 1    |

## Досягнення

### Міжнародні
- Турнір імені Віктора Баннікова
  -  Володар (1): 2006

- Кубок Егейського моря
  -  Володар (1): 2006